# Tomàs Sagué i Camó
Tomàs Sagué i Camó (Barcelona, 30 de maig del 1906 – 13 de maig del 1990) va ser un compositor de sardanes molt arrelat al barceloní barri de Sarrià.

## Biografia
Començà a estudiar solfeig als sis anys. Practicà el cant i el violí, fins que als 29 anys passà a dedicar-se al comerç d'hules i, més endavant, de plàstics. Posteriorment cultivà a la composició com a afició. Molt vinculat al seu barri de Sarrià (Barcelona), li dedicà un bon nombre de composicions musicals.

## Obres
- Ball dels gegants de Sarrià, adaptació de David Puertas i Esteve de la sardana En Gervasi i la Laieta, arranjada de l'Albert Carbonell, i enregistrada per la colla de grallers els Ganxets de Reus al CD Ara ballen els gegants, balls de gegants de Barcelona (Barcelona: Coordinadora de Geganters de Barcelona, 2006, ref. Tecnosaga WHCM-332)

### Sardanes
- A Can Margenat (1989)
- A Can Ponsic (1987)
- A l'oncle de Tordera (1947), al seu oncle
- A la senyora Antonieta (1973)
- Aires de Sarrià (1950)
- Al nostre amic Cervera (1987)
- L'Albert i la Sol (1972), enregistrada
- Les alzines de Farners (1948)
- L'Andreuet de Blanes (1977)
- Anna Maria (1946)
- L'aplec de Sant Ponç (1968)
- L'artista de casa (1984), enregistrada
- Els Blaus de Sarrià (1978), enregistrada
- Les campanes de Sarrià (1949)
- Les campanes del meu poble  (1968), enregistrada per la cobla Els Montgrins al CD Sardanes a Les Borges del Camp, Botarell i Cornudella de Montsant (Barcelona: Alternativa, 1995, ref. A CD 075)
- Cant a Cornudella (1967), enregistrada a Sardanes a Les Borges del Camp, Botarell i Cornudella de Montsant
- Cant a les Borges del Camp (1975), amb lletra de l'Enric Solé i Sans
- Cant a Tordera (1966)
- El carrer de Canet (1990, estrenada pòstumament), per a banda
- El Casal de Sarrià (1983), enregistrada; adaptada per a orquestra
- El castell de l'Oreneta (1979)
- De Girona a Olot (1968)
- Deiem la nit (1977), basat en un poema de J.V.Foix
- Dues ponzelles sarrianenques (1979), en col·laboració amb Ventura i Tort
- Els de Sarrià (1988), enregistrada
- En Gervasi i la Laieta (1987), dedicada als gegants de Sarrià
- En Jordi i la Pili (1970), enregistrada
- En Pere i la Montserrat (1973), al seu germà i a la seva filla
- En Pierre i la Marta (1972)
- Enamorats (1981)
- Encara hi som (1977), dedicat a la cobla els Lluïsos de Taradell
- L'Esbart de Sarrià (1971)
- Festa Major de Sarrià (1973)
- Foix, poeta sarrianenc, enregistrada
- La font de la Corota (1983)
- La font del Borrell (1973)
- Les fonts de Vallvidrera (1949)
- Hostalric (1972)
- Isabel (1945), a la seva esposa
- La Laura i la Montse (1980)
- Mas Pedra-Alba (1976), enregistrada
- El Mil·lenari de Sarrià (1983), adaptada per a banda
- La Montserrat i la Mireria (1980)
- Noces d'or (1985)
- La Nostra Dansa (1978)
- Els nuvis (1988), enregistrada
- El pati dels salesians (1983)
- La sardana dels àngels (1981)
- Sàrria a l'avi Mèlic (1975)
- T'estimo (1982)
- Tarragonina (1970)
- La taula dels amics (1980)
- La Torre de l'Espanyol, enregistrada
- Verdaguer i l'Atlàntida (1978)
- La xamosa Margarida (1968)

## Gravacions
- Sardanes del mestre Tomàs Sagué i Camó, disc de la Cobla La Principal de la Bisbal (Barcelona: Àudio-visuals de Sarrià, 1988, ref. 20.1382)